# Terje Håkonsen
Terje Håkonsen (* 11. Oktober 1974 in Vinje, Norwegen) ist ein norwegischer Snowboarder. Er zählt zu den einflussreichsten Athleten der Snowboard-Geschichte und war der erste Superstar seiner Klasse.
Håkonsens geschmeidige Art zu fahren und sein Können in allen Snowboard-Disziplinen waren sein Stil und prägten die junge Sportart Snowboarden. Während der Grundstein seiner Karriere in Halfpipe-Wettkämpfen lag, etablierte er sich auch durch Filme und internationale Medienberichte als dominierender Snowboard-Athlet. Vor allem in den späten Neunzigerjahren und den ersten Jahren des neuen Jahrtausends zeigte er sein Können beim Freeriden im Tiefschnee, bei Big-Mountain- und Big-Air-Wettkämpfen, den Vorläufern der heutigen Slopestyle-Wettkämpfe. Er gilt als begabtester Snowboarder, den es jemals gab.

## Biographie

### Herkunft
Håkonsen kam im Taxi auf dem Weg ins Krankenhaus auf die Welt und wuchs im Bergdorf Åmot in der Region Telemark auf. Er ist der Sohn von Per Håkonsen aus Meråker in der Region Trøndelag und Sidsel Håkonsen von Sørøya in der Region Finnmark. Er hat einen älteren Bruder und eine jüngere Schwester.

### Anfänge
Schon als Kleinkind kam Håkonsen in Kontakt mit dem Wintersport und begann bereits im Alter von 13 Jahren mit Snowboarden. Dafür gab er auch seine ursprünglichen Pläne auf, Fußballprofi zu werden, selbst gegen den Widerstand seines autoritären Vaters, der aus seinem Sohn einen Ski-Alpin-Rennfahrer machen wollte. Nachdem Håkonsen den Film Zurück in die Zukunft gesehen hatte, begann er Skateboard zu fahren. Als sich in seinem Wohnort Åmot im Sommer 1987 das Snowboardteam Uvyrdslåmi gründete, welches schnell um die 100 Mitglieder besaß, von denen einige nationale und internationale Wettbewerbe gewannen, begann Håkonsen im Herbst 1987 mit ausgeliehenen Snowboards über die Hänge rund um sein Elternhaus zu fahren. Im Februar 1988 kaufte er sich ein eigenes (gebrauchtes) Brett, ein Burton Elite 150, nachdem er einen Monat zuvor in der Juniorklasse die Nordische Meisterschaft in Rauland gewonnen hatte. Nachdem Håkonsen in der Saison 1988/89 eine Reihe norwegischer Wettbewerbe gewonnen hatte, wurde er 1989 eingeladen, Craig Kelly in Juvass (Galdhøpiggen Summer Ski Centre) zu treffen. Zu dieser Zeit war Kelly der weltweit führende und bekannteste Snowboarder. Håkonsen bestätigte mehrmals, dass er Kelly als seinen Mentor betrachtete. Kelly wiederum sah das Potenzial des Jungen, nahm ihn mit dem Burton Competition Team mit zu einem Snowboardcamp nach Österreich und brachte Håkonsen mit seinem Sponsor Burton Snowboards in Kontakt. Im Alter von 15 Jahren reiste Håkonsen alleine in die USA, verhandelte seine ersten Verträge mit Burton und Oakley und wurde ins Burton Global Team aufgenommen. Aufgrund dieser Verträge beschloss er nach der zehnjährigen Schulpflicht die Schule abzuschließen und nicht die gymnasiale Oberstufe zu besuchen.

### Erste Erfolge
Håkonsen gab sein internationales Debüt im Februar 1990 mit einem fünften Platz in der Halfpipe bei der Weltmeisterschaft in St. Moritz. Einen Monat später erreichte er ebenfalls den fünften Platz in der Halfpipe bei den US Open. Håkonsen belegte im selben Jahr auch den fünften Platz in der Halfpipe und beim Buckelpistefahren bei den Weltmeisterschaften in Breckenridge. Während seiner ersten Saison für Burton nahm Håkonsen sowohl an den Freestyle- wie auch an den alpinen Wettbewerben teil. Trotz der nachdrücklichen Wünsche seiner Sponsoren, dass er an allen Snowboard-Wettbewerben teilnehmen solle, entschied sich Håkonsen im Laufe der Saison 1990/91, sich ausschließlich auf die Halfpipe und das Freeriding zu konzentrieren. Das strenge Wettbewerbsregime bei den alpinen Wettbewerben (mit Plattenbindungen und Hardboots) mochte er nicht, ihm fehlte dabei die Lockerheit und die Action. Aus Protest gegen den Druck der Sponsoren, in allen Wettbewerben anzutreten, begann er mit einem Freestyleboard und Softboots an alpinen Wettbewerben teilzunehmen. Seine letzte Teilnahme an einer alpinen Disziplin war die Europameisterschaft von 1991 in Ischgl. Er belegte den vierten Platz im Parallelslalom auf dem gleichen Brett, auf dem er den Halfpipe-Wettbewerb gewonnen hatte.

### Weltweiter Erfolg
Jetzt begann eine Siegesserie, welche bis heute einzigartig ist; Håkonsen gewann grob gesagt alles, was es zu gewinnen gab. Er gewann dreimal hintereinander die ISF-Weltmeisterschaft in der Halfpipe: 1993, 1995 und 1997. Er gewann jedes Mal, wenn er teilnahm, die Europameisterschaft in der Halfpipe: 1991, 1992, 1993, 1994 und 1997. Håkonsen gewann dreimal die US Open Halfpipe Finals: 1992, 1993 und 1995 (1994 nahm er wegen einer Knöchelverletzung nicht teil), und siebenmal den Mt. Baker Banked Slalom: 1995, 1996, 1998, 2000, 2003, 2004 und 2012. 1995 und 1997 siegte er auch beim Innsbrucker Air & Style Wettbewerb. 1993 verletzte er sich an der Hüfte, was seine erste und – nach Aussage im Jahr 2021 – bisher einzige ernsthafte Verletzung blieb. 1995 reduzierte er seine Teilnahme an Wettbewerben drastisch, um mehr tiefschneefahren und filmen zu können, und fuhr seitdem nur noch bei vier bis sechs Wettbewerben pro Jahr mit. Genauso wie es sein Vorbild Craig Kelly tat, der 1992 mit 26 Jahren kaum noch an Wettbewerben teilnahm und seinen Status als Pro Rider pflegte.
In dieser Zeit galt Håkonsen als der erste Snowboarder, der einen mit Pop- und Rockstars vergleichbaren Status erreichte. In seiner Heimat Norwegen gilt er als Ikone und auch weltweit zählt er zu den legendärsten Snowboard-Freestylern der Geschichte. Beim Mt. Baker Banked Slalom 1996 fuhr er die Qualifikation switch, also rückwärts, und belegte trotzdem den vierten Platz; im Finale dann normal und siegte. Er erfand den heute nach ihm benannten Snowboardtrick Haakon Flip. Zur Saison 1993/94 brachte Burton das Haakon Air auf den Markt, eine Verneigung vor seinem Topfahrer – auf der Oberseite ist ein Wikinger abgebildet und auf der Belagseite ein Schwert. In dieser Zeit bekam er auch seinen Spitznamen Sprocking Cat, welcher in etwa „eine Wildkatze, die immer auf den Füßen landet“ bedeutet, und zur Saison 1994/95 auch namentlich wie visuell als Håkonsens Pro-Model (Air 152) verewigt wurde. Ab der folgenden Saison waren für mehrere Jahre die Balance-Boards Håkonsens Pro-Models. Dreimal war er auf dem Cover des amerikanischen Transworld Snowboarding Magazins (1995, 2000, 2009). Der deutsche Snowboarder MBM zeigte 1996 erstmalig und einmalig nur ein Porträt, statt eines Snowboarders beim Fahren, auf seinem Titel: das Gesicht von Håkonsen.
Besonders umstritten und gleichzeitig legendär ist seine Absage für die Olympischen Winterspiele 1998 in Nagano, bei denen erstmals Snowboarddisziplinen stattfanden. Håkonsen wurde zu diesem Zeitpunkt als Topfavorit für die Wettbewerbe eingestuft, sagte jedoch aufgrund der Wettbewerbsgrundlage ab und nahm nicht teil. Terje Håkonsen sah im Snowboarden keinen Kampf, der zwischen Ländern ausgetragen wird, übte starke Kritik an den Regeln der FIS und entschied sich daher zu diesem Statement. Auch dass die FIS, die jahrelang den Snowboardsport ablehnte, nun anstatt der ISF die Qualifikation für die Olympiateilnahme ausrichten sollte, spielte für ihn wie auch für die gesamte Snowboardbranche eine entscheidende Rolle. Sieger in der Halfpipe wurde dann der bis dahin wenig erfolgreiche Gian Simmen.
Konsequenz seines Kampfes mit der FIS ist der von ihm von 1999 bis 2017 veranstaltete Wettbewerb The Arctic Challenge, welcher jährlich in Norwegen im Rahmen der Ticket to Ride World Snowboard Tour veranstaltet wurde und von den Fahrern genauso mit beeinflusst werden konnte. Er selbst nahm jahrelang daran teil und belegte auch konstant Topplatzierungen. Nach seiner aktiven Wettbewerbszeit fuhr Håkonsen oft zusammen mit seinem ehemaligen Vorbild Craig Kelly, der ihm Alaska zeigte, bis Kelly Anfang 2003 in einer Lawine ums Leben kam. 2001 kam es bei Håkonsens eigener Veranstaltung Arctic Challenge in der Halfpipe zur Stabübergabe an seinen jüngeren Nachfolger: Shaun White wurde zum ersten Mal erster, Håkonsen zweiter.
Nachdem Håkonsen in einer Reihe verschiedener Snowboardfilme zu sehen war, produzierte Volcom 1996 einen biografischen Film über Håkonsen mit dem Titel Subjekt Haakonsen. 1999 folgte The Haakonsen Faktor. 2005 befuhr Terje Håkonsen als erster Mensch den Berg Peak 7601 in Alaska. Diese Erstbefahrung ist auch Teil des Kinofilms First Descent. Ein 2006 hochgeladenes Youtube-Video mit dem Film-Ausschnitt, auf dem diese Abfahrt zu sehen ist, wurde bis heute 5 Millionen Mal angesehen (Stand 19. Januar 2022). Im Februar 2007 stellte Håkonsen den Weltrekord für den höchsten Sprung (Backside 360) mit 9,8 Metern über der Oberkante der Quarterpipe auf, während einer Qualifikationsrunde bei der Arctic Challenge in Midtstuen, Oslo. Ein Jahr später wurde beim Air & Style die größte jemals bei einem Wettbewerb gebaute Quarterpipe gebaut, mit dem Ziel, Håkonsens Rekord zu brechen, was nicht gelang. Erst im April gelang es Simon Dumont, 80 cm höher zu springen, allerdings auf einer nur für diesen Zweck gebauten Rampe (höher als die Quarterpipes zuvor) und auf Skiern.
Zur Saison 2002/03 brachte Burton das von Håkonsen entwickelte Fish für den Tiefschnee heraus, welches sich ununterbrochen bis heute (Saison 2024/25) im Programm befindet und damit einer der am längsten laufenden Produkte von Burton ist. Auch in der Saison 1995/96 erstmals angebotenen und bis heute erhältlichen All-Mountain-Board Custom war er neben Dave Downing und John “JG” Gerndt beteiligt. Zur Saison 2012/13 veröffentlichte YES-Snowboards im Rahmen ihrer Greats of Snowboarding-Serie ein Board mit dem Porträt von Håkonsen auf der Oberseite.
2007 wählte ihn das amerikanische Magazin Transworld Snowboarding auf Platz eins der Snowboarder, die am meisten den Snowboardsport in den letzten 20 Jahren beeinflussten, und damit vor Jamie Lynn, Craig Kelly und Shaun White.
Seit 2015 organisiert Håkonsen zusammen mit Nicolas Müller den Laax Suddenrush Banked Slalom. Håkonsen fährt noch immer ab und zu bei Wettbewerben mit und kann diese auch gewinnen, wie den 6th Volcom Kitzsteinhorn Banked Slalom im Jahr 2019.

### Andere Aktivitäten
In den letzten Jahren wurde Håkonsen in Norwegen zu einem Befürworter für Bio-Lebensmittel und gesunde Ernährung. Er eröffnete 2006 die Bio-Bäckerei und das Café Korn im Osloer Stadtteil Bygdøy. Zusammen mit dem Philanthropen Jan Chr. Sundt hat Håkonsen die Funkisstiftelsen Stiftung sowie das Unternehmen Greener Events gegründet. Die Stiftung Funkisstiftelsen soll Schnee-Aktivitäten für Menschen mit körperlicher Behinderung ermöglichen. Greener Events berät Firmen und Veranstalter für Sport- und Kultur-Events, wie sie diese nachhaltiger gestalten können.

### Trennung von Burton
Im Januar 2021 informierte Burton Håkonsen, dass sie nach fast 32 Jahren den Vertrag mit ihm nicht verlängern würden. Dem norwegischen Magazin Fri Flyt erklärte Håkonsen im September 2021, dass er seit Januar nichts mehr über seinen Vertrag mit Burton gehört habe, dieser aber im Mai ausgelaufen sei. Er habe Blumen erwartet, vielleicht einen Anruf, auch eine E-Mail wäre willkommen gewesen, stattdessen fühle er sich „in der Kälte stehengelassen“ – und dass alle Gründe für die Trennung, die er gehört habe, von Menschen stammten, die nicht bei Burton arbeiteten.
Ob die Trennung in Zusammenhang mit einem homophoben Witz von Håkonsen gegenüber Gus Kenworthy auf Twitter steht, wie spekuliert wird, ist deshalb nur Vermutung. Håkonsens Post auf Twitter war bereits im Jahr 2015, wurde aber erst durch die Medien – und die beständige Weigerung Håkonsens, sich für den Post zu entschuldigen – in den letzten Jahren einer breiteren Öffentlichkeit bekannt. Erst im April 2021 veröffentlichte Håkonsen auf der Snowboard-Internetplattform Blower eine ausführliche Entschuldigung, in der er bedauerte, dass er Schwulsein als Metapher für uncool und lahm verwendete. Die geschlechtliche Orientierung eines Menschen sei ihm immer egal gewesen. Die Mutter von zwei seiner Kinder sei bisexuell, er war gerne und oft auf LGBTQ+-Hochzeiten, dennoch habe er „zweifellos nicht verstanden, wie schwer es bis heute ist, in Amerika und vielen anderen Orten der Welt, offen schwul zu sein“.

### Nach Burton
Reto Neiger von Zen Snowboards aus der Schweiz wusste, dass Burton Håkonsens Vertrag nicht verlängern würde (laut Aussage von Håkonsen bevor er es selbst erfuhr) und bot ihm an, das Board zu bauen, was Håkonsen sich wünschen würde. Daraus entstand das Terje-Haakonsen-Tribute Board zur Saison 2022/23, das auf 30 Stück limitiert war. Zur Saison 2024/25 erschien das Terje-Haakonsen-Swords, das wie schon beim Haakon Air von 1993 als Grafik ein Schwert ziert. Diesmal allerdings, je nach Länge, unterschiedliche Samuraischwerter: Shirasaya,  Bokken, Katana und Ulfberht. Die Serie wurde neben den vier verschiedenen Längen auch in zwei unterschiedlichen Breiten und drei verschiedenen Flex' angeboten und war auf 150 Stück limitiert. 2023 wurde Håkonsen Teil der Entwicklungsabteilung von Doubledeck-Snowboards.
Shaun White antwortete 2024 auf die Frage, wer in seinen Augen der „greatest of all time“ im Snowboarden ist, mit Terje Håkonsen. Außerdem gab White auf die Frage, wer den besten Method macht, die gleiche Antwort, und nannte als besten Snowboardfilm Subjekt Haakonsen. Im gleichen Format hatten 2023 auch schon Travis Rice, Peter Line, Jamie Lynn und David Benedek Håkonsen zum „greatest of all time“ gekürt.

### Privat
Håkonsen ist leidenschaftlicher Schachspieler. Er hat einen Sohn, Kekane (* 1996), mit einer Hawaiianerin sowie einen Sohn, Teo (* 2003), und eine Tochter (* 2007) mit der norwegischen Handballerin Mia Hundvin, von der er heute getrennt lebt. Aus einer weiteren Beziehung stammt ein 2020 geborenes Kind. Seit seinem achtzehnten Lebensjahr wohnt er in Oslo. Er steht nach eigener Aussage von 2018 immer noch 50–60 Tage pro Saison auf dem Snowboard und fährt in den letzten Jahren vermehrt Snowskate.

## Sonstiges
2003 gewann Håkonsen bei einem Weitwurfwettbewerb zwischen ihm und dem norwegischen Ex-Liverpool-Verteidiger John Arne Riise, der von der norwegischen Zeitung Dagbladet veranstaltet wurde. Håkonsen machte Flickflack-Einwürfe, wie er es schon als junger Fußballer getan hatte, und gewann jeden der fünf vereinbarten Würfe gegen den für seine weiten Einwürfe bekannten Profi-Fußballer Riise.
2024 fuhr Håkonsen im Gegensatz zum üblich gewordenen Duck Stance weiterhin einen Double Positive Stance. Der Bindungsabstand (Stance) variiert zwischen 54 und 55 cm, die vordere Bindung ist bei Tiefschneeboards auf 21° eingestellt, die hintere auf 3°; bei Pipe/Banked/Freeride-Boards auf 24° und 6°; bei Raceboards auf 27° und 9°.

## Leistungen

### Siege (Auswahl)
- ISF-Weltmeisterschaften: Halfpipe (1993, 1995, 1997 – und erfolgreichster Athlet aller ISF-Weltmeisterschaften)
- Europameisterschaften: Halfpipe (1991, 1992, 1993, 1994, 1997 – und 1991 auch in der Kombination (Halfpipe, Slalom, Super G))
- Air & Style Contest: Straight Jump (1995), Quarterpipe (1997)
- US Open: Halfpipe (1992, 1993, 1995 und Zweiter 1997 und 1998)
- Mt Baker: Banked Slalom (1995, 1996, 1998, 2000, 2003, 2004, 2012)
- X-Trail Jam: Quarterpipe (2001 [x2], 2003, 2005)
- ISF-World Pro Tour: Halfpipe (1993, 1994 (noch nicht alle WPT-Siege aufgeführt))
- Arctic Challenge: 2000 (Halfpipe & Highest Air), 2007 (Highest Air)
- Norwegische Meisterschaften Halfpipe: 2019
- World Championship Snowskate, Hemsedal: 2023

### Auszeichnungen (Auswahl)
- Transworld Snowboarding, Rider of the Year 1998
- Transworld Snowboarding, Piperider of the year 1999
- Transworld Snowboarding, Best overall rider of the year 2000
- Transworld Snowboarding, Best overall rider of the year 2001
- Transworld Snowboarding, Reader's choice: rider of the year 2001
- NEA-Awards, Bereich Snowboarding, 2001[31]
- Transworld Snowboarding, Stand out of the year 2008
- Kulturpreis der Gemeinde Vinje, 2009
- Snowboarder Magazine, Greatest of all time, 2018

### Veranstaltungen
- The Arctic Challenge, Midtstuen, Norwegen (Quarterpipe Contest, zusammen mit Daniel Franck), von 1999 bis 2017

### Filme (Auswahl)
- 1991 Pocahontas
- 1992 Scream Of Consciousness
- 1992 Fear of a Flat Planet
- 1992 Riders on the Storm
- 1993 Project 6
- 1994 The garden
- 1996 Subjekt Haakonsen
- 1999 The Haakonsen Faktor
- 2003 Notice To Appear
- 2004 White Balance
- 2005 First Descent
- 2007 Terjes Sesongkort (Terje’s Season Pass) (Serie)
- 2013 Supervention
- 2014 Where Is Your God Now?
- 2014 Snowboarding for me
- 2016 Supervention II